# 大林ファシリティーズ
大林ファシリティーズ株式会社（おおばやしファシリティーズ）とは日本のビルマネジメント会社である。大林組の完全子会社であり、大林グループの大林新星和不動産株式会社の所有・管理する建物を中心に、スカイツリー、オフィスビル、商業施設、病院、ホテル、マンション、美術館等の建物管理事業とリニューアルや新築などの建築事業の他、株式会社オーク・エルシーイーから引き継いだ建物省エネコンサルタント事業等を請け負っている。
1963年10月に「東洋ビルサービス株式会社」の社名で大阪市で創業して主に西日本を中心に営業し、その後1986年に東日本の営業を担当する株式会社オークビルサービスが分離設立された。その後2005年、効率化のために東洋ビルサービスを存続会社として一社に統合され、大林ファシリティーズ株式会社に名称を改めた。

## 概要
- 1963年（昭和38年）10月 - 東洋ビルサービス株式会社として大阪市東区に設立[2]
- 1973年（昭和48年）10月 - 東京出張所を設立[2]
- 1976年（昭和51年）6月 - 東京出張所を東京営業所に改める[2]
- 1983年（昭和58年）6月 - 東京営業所を東京支店に改める[2]
- 1986年（昭和61年）3月 - 東京支店が分離独立し、大林組の完全子会社である株式会社オークビルサービスが設立される[2]
- 2001年（平成13年）2月 - 建物の省エネコンサルタントを請け負う株式会社オーク・エルシーイー設立[3]
- 2005年（平成17年）7月 - 株式会社オークビルサービスを再合併し、「大林ファシリティーズ株式会社」に社名変更[2]
- 2009年（平成21年）4月 - 株式会社オーク・エルシーイーを合併し、同社の事業を引き継ぐ[2]